# Burgruine Alter Turm Aach
Die Burgruine Alter Turm Aach ist die Ruine einer Ringburg am Rande des Eigeltinger Tals auf einem 35 × 30 Meter großen Plateau auf 539 m ü. NHN am nordöstlich Rand, oberhalb des Aachtopfs, der Stadt Aach im baden-württembergischen Landkreis Konstanz in Deutschland.
Eine 2004 von der Heidelberger Akademie der Wissenschaften (Uni Heidelberg) durchgeführte C14-Datierung eines Holzkohlestücks aus dem Füllmauerwerk ergab ein kalibriertes Erbauungsdatum zwischen 990 und 1020. Dieser Befund – zusammen mit der gefundenen Keramik – weist die Burg als eine der frühen Burgen des 11. Jahrhunderts aus.
Durch den frühen Abgang der Burg in der Mitte des 12. Jahrhunderts ist sie nie wieder überbaut worden. Dadurch sind die Reste im Gegensatz zu anderen, später überbauten Burgen im Originalzustand erhalten. Dieser Umstand macht die Burgruine so einzigartig.

## Geschichte
Am 28. Februar 1100 in Riedöschingen ist in einer Urkunde Burkards von Nellenburg ein „Ödalricus de Ahe“ als 13. Zeuge aufgeführt. Vermutlich war dieses edelfreie Adelsgeschlecht von Aach der Erbauer der Burg. Ab 1158 befand sich der „Alte Turm“ im Besitz des Konstanzer Hochstifts. Danach wurde die Burg aufgegeben. Ab Ende des 12. Jahrhunderts sind auch keine Keramikfunde mehr bekannt.
Der letzte Aacher, „Ulrich de Ahe“, starb als Domherr im Konstanzer Domkapitel an einem 5. März kurz nach 1176. Über die Zerstörung der Burg ist in den Quellen nichts bekannt. Aufgrund des guten Erhaltungszustandes ist auch die Nutzung als Steinbruch zum Straßenbau um 1770 unwahrscheinlich.

## Beschreibung
Der Südrand fällt steil zum Eigeltinger Tal ab, die restlichen drei Seiten werden durch einen drei Meter tiefen, in den Fels geschlagenen Graben geschützt. Dem Plateaurand folgen Schuttwälle der Umfassungsmauer. Innerhalb dieses Berings stand isoliert der Wohnturm mit polygonalem Grundriss von 9 × 15 Metern. Die West- sowie Teile der Süd- und Nordwand sind bis auf eine Höhe von 8,4 Meter erhalten. Der Hocheingang befindet sich in der Südwand. Das Sichtmauerwerk macht einen erstaunlich homogenen Eindruck und besteht aus salierzeitlichen Kleinquadern. Man geht davon aus, dass nur der Hochadel im Stande wahr, so etwas zu dieser Zeit zu errichten. Der Turm bestand aus mindestens vier Stockwerken.

## Galerie

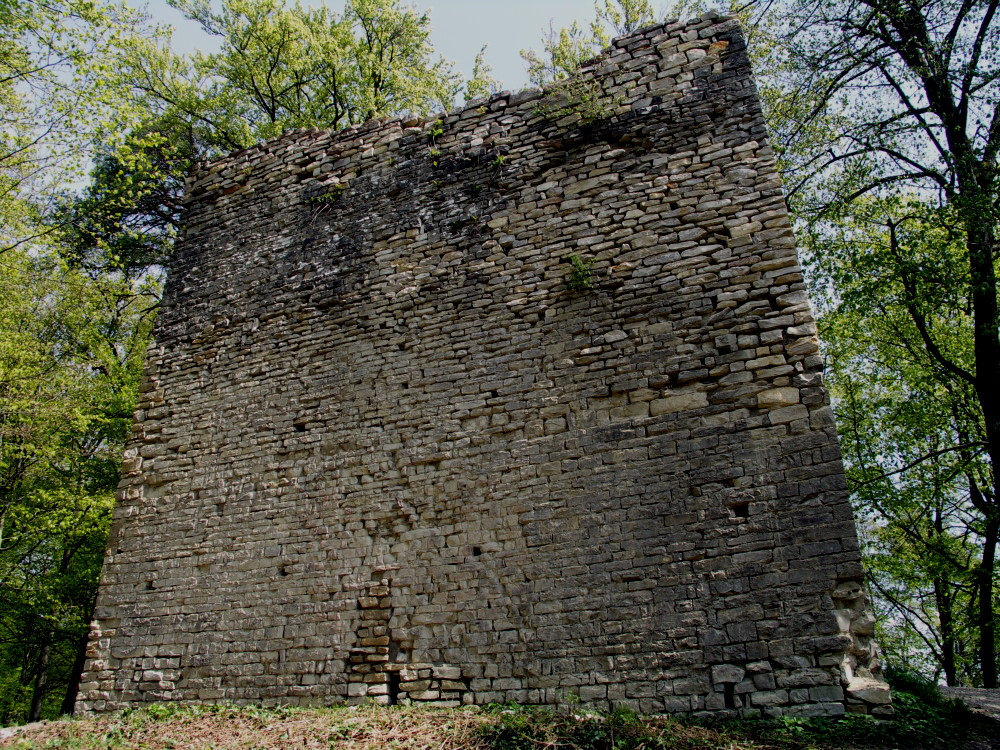
Ansicht von außen
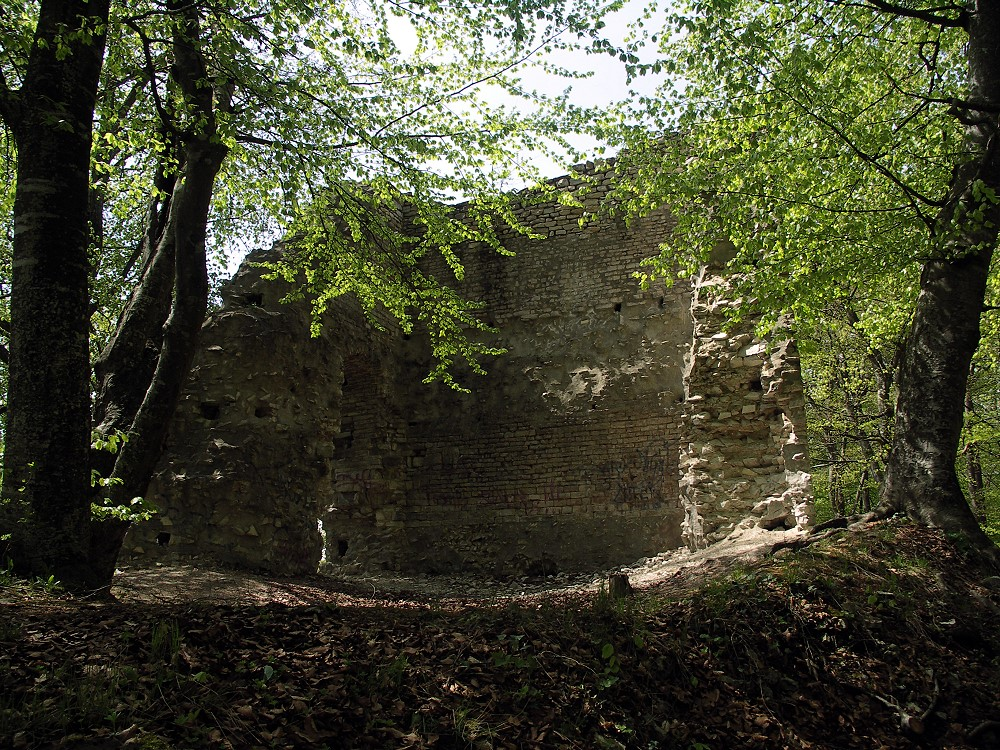
Ansicht von innen
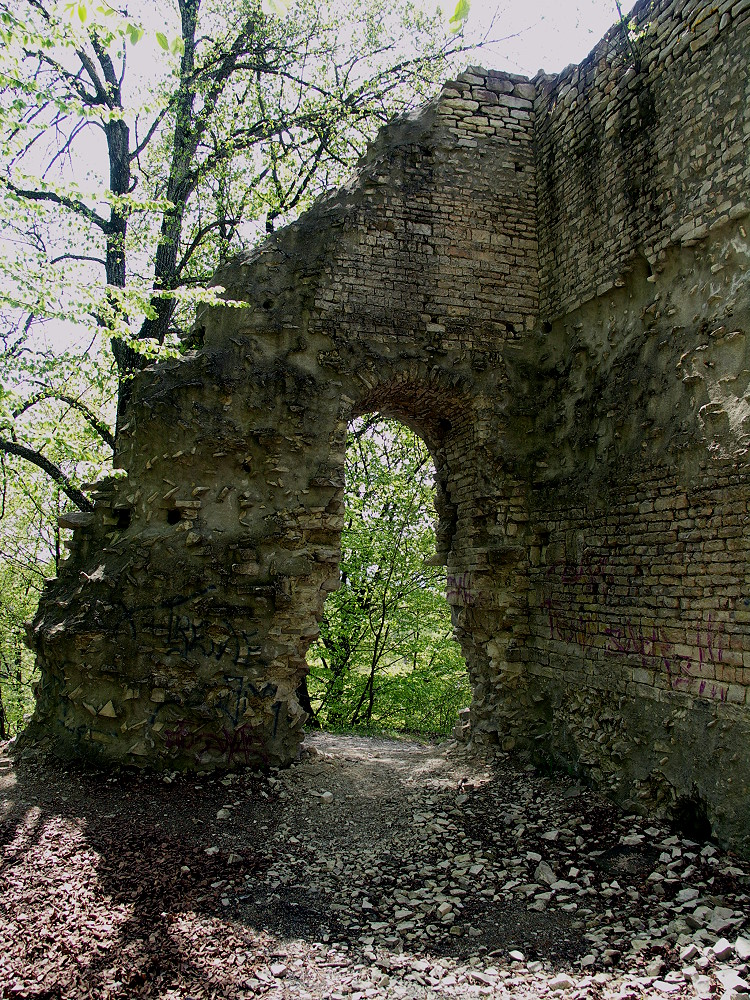
Hocheingang